# Göksun
Göksun este un oraș din Turcia.